# 西森源兵衛 (1866年生の実業家)
西森 源兵衛（にしもり げんべえ、1866年8月19日〈慶応2年7月10日〉 - 1931年〈昭和6年〉10月12日）は、日本の商人（皮革商、皮革貿易商）、政治家、実業家。西浜土地建物取締役。族籍は大阪府平民。旧姓・岡島、幼名・豊次郎。

## 経歴
兵庫県津名郡志筑町（現・淡路市）出身。岡島文吉の四男あるいは弟。1882年、来阪して親戚の皮革商・西森源兵衛の店員となる。1887年、西森源兵衛の養嗣子となる。1917年、養父源兵衛の逝去により家督を相続して先代を襲名する。
日清の国交がまさに破れようとする兆しがあるのを見ると、この機に乗じ製革原皮の大量輸入を開始し、有事にそなえようとしたが、幾許もなく戦闘が開かれ皮革の需要が激増し、軍需品として納入するほか、一般市場の供給に応じ、平和克服まで3年間ほとんど西森の一手により供給される。
また北清、日露近く欧州大戦の各役における軍需用並びに一般市場において皮革原皮の大半はほとんど西森によって供給され、非常に好成果を収める。1913年、大阪皮革同業組合評議員に挙げられる。
1917年、補欠選挙により西浜南通3丁目外9ケ町区会議員に当選する。1919年、西浜南通3丁目外9ケ町区会議員改選に当り当選、同年西浜南通3丁目外9ケ町区会議長に当選する。
1925年、西浜南通3丁目外14ケ町区会議員改選に当り当選、同年西浜南通3丁目外14ケ町区会議長に当選する。

## 人物
寺田勇吉の著書『部落の人豪』によると「西森源兵衛は西浜部落の富豪・巨商で、平素書画に趣味を有する」という。
衆議院議員南区選挙有権者である。住所は大阪市浪速区西浜南通2丁目（現・浪速西）。

## 家族・親族
西森家
- 養父・源兵衛（1839年 - 1917年、皮革商、西浜町長、大阪府会議員、大阪市会議員）
- 長男・源兵衛（1894年 - ?、前名・豊一[3]、皮革貿易商、西森源兵衛商店[9]）
  - 同妻・かのゑ（1901年 - ?、兵庫、岡島加之吉の二女）[4]
- 養子・英一（1896年 - ?、大阪、荒木栄蔵の長男、長女コユキの夫）[3]
- 孫[3][4]

親戚
- 荒木栄蔵[3]（皮革商、皮革貿易商、共榮合名会社代表社員）